# Entyloma arnoseridis
Entyloma arnoseridis är en svampart som beskrevs av Syd. & P. Syd. 1918. Entyloma arnoseridis ingår i släktet Entyloma och familjen Entylomataceae.   Inga underarter finns listade i Catalogue of Life.